# کوین ویلیامسون
کوین ویلیامسون (به انگلیسی: Kevin Wiliamson) (زاده ۱۴ مارس ۱۹۶۵) یک فیلم‌نامه‌نویس اهل آمریکاست، او خلاق اثرهای معروف در زمینهٔ فیلم‌های ترسناک است، از آثار معروفش می‌توان به جیغ و خاطرات خون‌آشام اشاره کرد.

## زندگی‌نامه
ویلیامسون در کارولینای شمالی دیده به جهان گشود، جوان‌ترین فرزند لیلی فای (مادر) که یک قصه‌گو بود و اتیس واد ویلیامسون (پدر) که یک ماهی‌گیر بود. او قبل از آنکه مدرسه را شروع کند خانواده‌اش به تگزاس مهاجرت کردند و او در آنجا رشد یافت، او فارغ‌التحصیل در رشتهٔ هنر و تئاتر از دانشگاه کارولینای شرقی است. وی همجنس‌گراست.